# Sarape

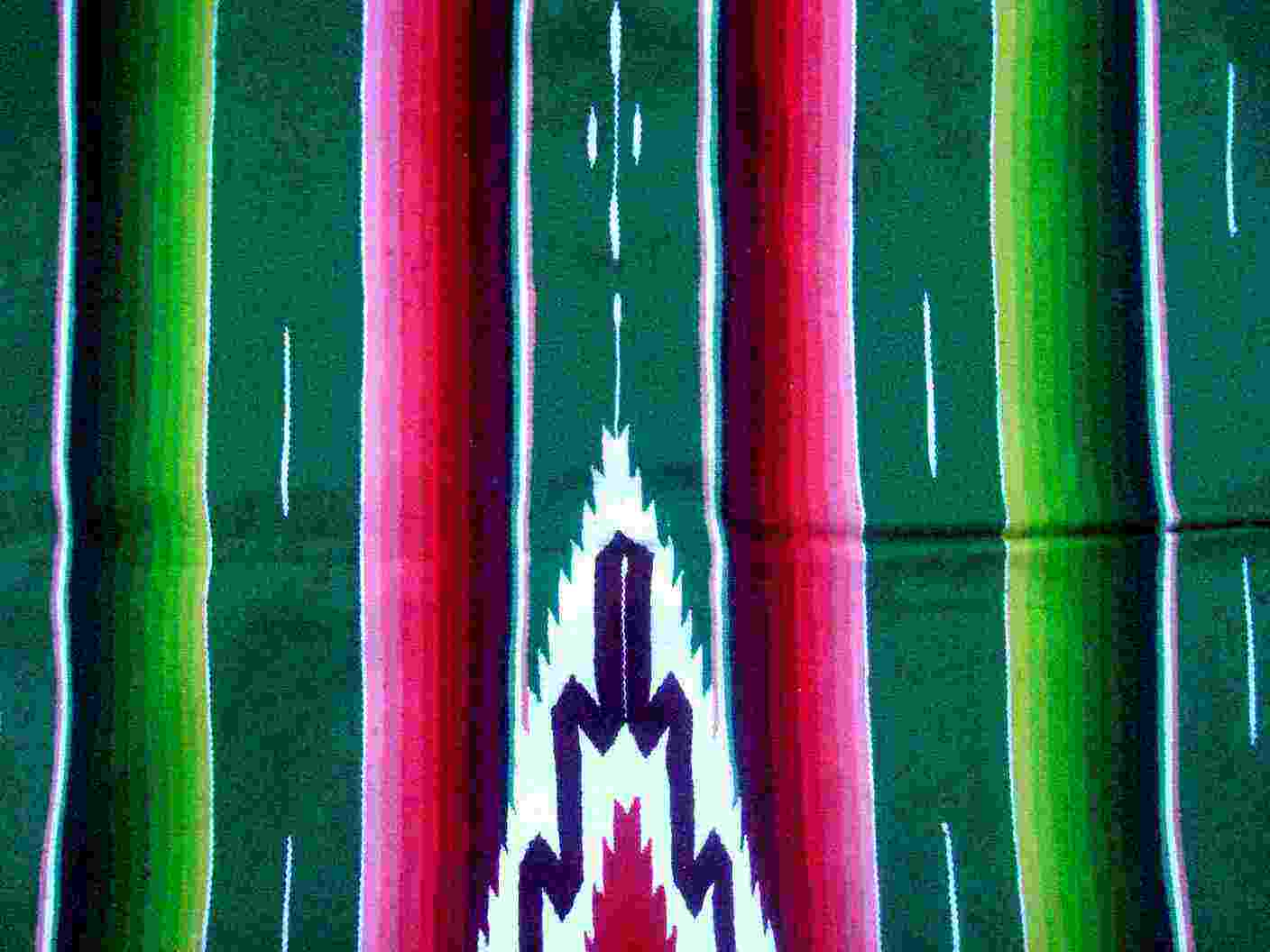
Typiskt mönster för en sarape.

Sarape är den spanska benämningen (Serape den engelska) på de traditionella mexikanska klädesplagg och filtar som traditionellt bars och användes av den mexikanska arbetarklassen. I Sverige har de flera benämningar, såsom mexfilt, mexifilt, mexarfilt, mexikofilt eller mexikansk filt. De gjordes från början av ull, men görs numera för det mesta av en blandning av bomull och akryl. I dag är filtarna en av de starkaste produkterna förknippade med Mexiko och de är populära i alla möjliga sammanhang, kanske framför allt som färgstarka inredningsdetaljer i hem och bilar.